# Льямас, Марио
Марио Льямас Гонсалес (исп. Mario Llamas González; 30 марта 1928, Мехико — 17 июня 2014, там же) — мексиканский теннисист. Чемпион Панамериканских игр 1955 года в мужских парах и серебряный призёр 1963 года в одиночном разряде, финалист Кубка Дэвиса 1962 года в составе сборной Мексики.

## Игровая карьера
Марио Льямас, носивший прозвище «Эль Феррокаррилеро» — «Железнодорожник», выступал в составе сборной Мексики в Кубке Дэвиса с 1951 по 1962 год. За это время он провёл 44 игры в 21 матче, выиграв 15 встреч в одиночном и 6 в парном разряде. Его наиболее громкая победа в рамках этого турнира, которая позже была увековечена на памятной доске в спортивном центре «Чапультепек», была одержана в матче против сборной Австралии в 1959 году, когда Льямас нанёс поражение будущей первой ракетке мира и обладателю Большого шлема Роду Лейверу. Это, однако, оказалось единственным очком, которое мексиканцы сумели взять в том матче, и сам Льямас проиграл после этого свои встречи и в паре, и в одиночном разряде Рою Эмерсону. В 1962 году, в свой последний год в сборной, он прошёл вместе с Рафаэлем Осуной и Антонио Палафоксом весь путь до матча за Кубок Дэвиса, победив по пути американцев, югославов и индийцев, но в финальной игре участия уже не принял. Льямас был одним из теннисистов, удостоенных Приза за верность от Международной федерации тенниса (ITF), который вручается за участие в более чем 20 матчах Кубка Дэвиса по системе «дома и на выезде». Он получил этот приз в апреле 2014 года.
На индивидуальном уровне в числе наград Льямаса были две медали Панамериканских игр — золотая в мужском парном разряде, завоёванная в 1955 году с Густаво Палафоксом, и серебряная в одиночном разряде с Игр 1963 года. Он также был победителем так называемого Панамериканского чемпионата 1958, 1959 и 1963 годов (в последнем случае победив в четвертьфинале Мануэля Сантану, а в финале Роя Эмерсона). Его лучшим результатом на турнирах Большого шлема был выход в четвёртый круг чемпионата Франции в 1960 и Уимблдонского турнира в 1961 году, а в парном разряде — в четвертьфинал Уимблдона-1958, где с ним играл соотечественник Панчо Контрерас.